# Chillyang-myeon
Chillyang-myeon (koreanska: 칠량면) är en socken i den södra delen av Sydkorea, 335 km söder om huvudstaden Seoul. Den ligger i kommunen Gangjin-gun i provinsen Södra Jeolla.